# Leon Sulkiewicz
Leon Hózman-Mirza Sulkiewicz (ur. 14 lutego 1897 w Suwałkach, zm. 1960 w Leicester) – pułkownik artylerii Wojska Polskiego i Polskich Sił Zbrojnych.

## Życiorys
Pochodził z rodziny tatarskiej, zamieszkującej na ziemi oszmiańskiej w guberni wileńskiej. Urodził się 14 lutego 1897 w rodzinie Dawida i Felicji z d. Sobolewskiej. (Jego pradziadkiem był płk Mustafa Achmatowicz, oficer 4 Pułku Litewskiej Przedniej Straży, którego imieniem nazwano Pułk Jazdy Tatarskiej w kawalerii II RP. Jego dziadkami byli Maciej Achmatowicz (1820–1901), poeta i major 5 pułku ułańskiego i Helena z rodu Tuhan-Mirza Baranowskich). Jego rodzeństwem byli Aleksander, Stefan, Bohdan, Konstanty, Maria, Ewa i Elżbieta.
Po zakończeniu I wojny światowej i odzyskaniu przez Polskę niepodległości został przyjęty do Wojska Polskiego. Został zweryfikowany w stopniu kapitana artylerii. Podczas wojny polsko-bolszewickiej 10 lutego 1920 został dowódcą 1 dywizjonu artylerii konnej, a 3 marca 1920 został dowódcą artylerii dywizyjnej w strukturze XX Brygady Piechoty. Za swoje czyny wojenne w bitwie pod Komarowem z 31 sierpnia 1920 otrzymał Order Virtuti Militari. Został awansowany do stopnia kapitana artylerii ze starszeństwem z dniem 1 czerwca 1919, następnie do stopnia majora artylerii ze starszeństwem z dniem 1 lipca 1923. W latach 20. pozostawał oficerem 1 dywizjonu artylerii konnej, stacjonującego w garnizonie Warszawa, gdzie w 1923 w stopniu kapitana był p.o. zastępcy dowódcy dywizjonu, a w 1924 w stopniu majora był kwatermistrzem. Od 10 kwietnia 1927 do kwietnia 1934 pełnił funkcję dowódcy 6 dywizjonu artylerii konnej w Stanisławowie. W tym czasie został awansowany do stopnia podpułkownika artylerii ze starszeństwem z dniem 1 stycznia 1929. Następnie awansowany do stopnia pułkownika artylerii. Od 30 kwietnia 1934 do 18 lutego 1938 sprawował stanowisko dowódcy 4 Kujawskiego pułku artylerii lekkiej w Inowrocławiu. Od 1938 pełnił funkcję dowódcy artylerii dywizyjnej 20 Dywizji Piechoty w garnizonie Baranowicze.

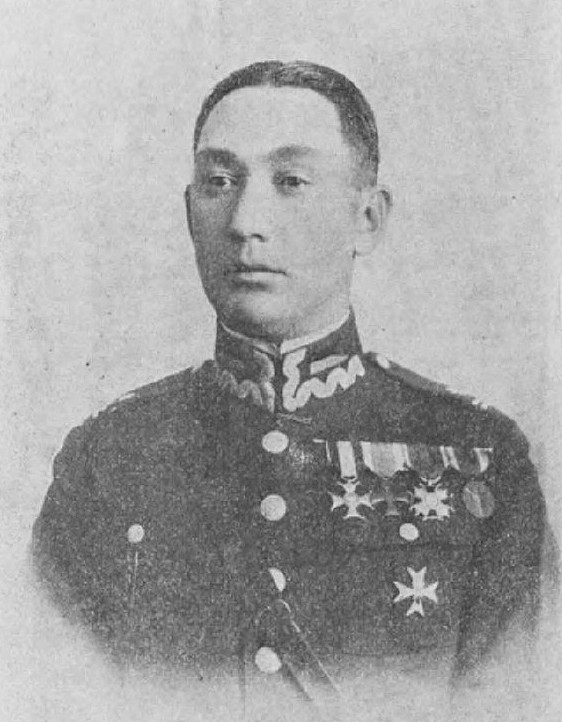
Leon Hózman-Mirza Sulkiewicz (przed 1928)

Do końca istnienia II Rzeczypospolitej w 1939 był właścicielem majątku Łostaje II w gminie Krewo, powiat oszmiański (na tym obszarze w gminie Polany właścicielką majątku Łejłubka vel Steczkowszczyzna była Helena Hoźman Sulkiewicz).
Po wybuchu II wojny światowej podczas kampanii wrześniowej dowodził artylerią 20 Dywizji Piechoty, biorąc udział w bitwie pod Mławą 1–3 września 1939 i w obronie Warszawy. Później był oficerem Polskich Sił Zbrojnych w szeregach 12 pułku Ułanów Podolskich.
Po wojnie pozostał na emigracji w Wielkiej Brytanii. Zmarł w 1960 w Leicester.
19 marca 1929 roku w Wilnie mufti RP dr Jakub Szynkiewicz pobłogosławił związek podpułkownika Leona Hózman Sulkiewicza z panną Marią Achmatowiczówną córką Heleny z Buczackich Achmatowiczowej i Bohdana Achmatowicza, sędziego Sądu Apelacyjnego.

## Ordery i odznaczenia
- Krzyż Złoty Orderu Virtuti Militari nr 151[27]
- Krzyż Srebrny Orderu Virtuti Militari nr 3086[28]
- Krzyż Kawalerski Orderu Odrodzenia Polski (9 listopada 1931)[29]
- Krzyż Walecznych[28]
- Złoty Krzyż Zasługi (11 listopada 1937)[30]
- Medal Niepodległości (23 grudnia 1933)[31][32]
- Srebrny Krzyż Zasługi (15 marca 1927)[33][28]
- Medal Pamiątkowy za Wojnę 1918–1921[28]
- Medal Dziesięciolecia Odzyskanej Niepodległości[28]
- Odznaka pamiątkowa dywizjonów artylerii konnej II RP
- Medal Zwycięstwa (Médaille Interalliée)[28]
- Medal 10 Rocznicy Wojny Niepodległościowej (Łotwa, 1929)[28][34]